# Lili Marleen
Lili Marleen je píseň, jejímž autorem je hamburský spisovatel a básník Hans Leip. Text napsal za první světové války před odjezdem na ruskou frontu v roce 1915. Hudbu složil Norbert Schultze (německý skladatel, který později proslul jako autor vojenských pochodů Bomben auf England či Das U-Boot-Lied, ale i oper a muzikálů) v roce 1938.
Za druhé světové války tuto píseň (v podání Lale Andersenové) pravidelně vysílaly snad všechny rozhlasové stanice Wehrmachtu, takže se stala „osudovou písní“ německých vojáků. Později si dokonce získala oblibu i mezi spojeneckými vojáky. V roce 1944 byl v Británii natočen film The True Story of Lili Marleen.
Přes svou oblíbenost byla později píseň nacistickým režimem zakázána, a to pro svůj „pochmurný až depresivní text“.
Přestože text je napsán z pohledu vojáka, hrála se píseň především v podání zpěvaček – kromě již zmíněné Lale Andersenové to byla například Marlene Dietrichová, která Lili Marleen nazpívala pro americké vojáky.
V roce 1980 natočil německý režisér Rainer Werner Fassbinder film s názvem Lili Marleen. Existují také moderní nahrávky této písně, např. z roku 2000 v podání německé death-metalové skupiny Atrocity a z roku 2005 v podání německé dark-metalové skupiny Eisregen. V češtině píseň nazpívala Světlana Nálepková (1995), Taxmeni (1998) a píseň Lili Marlen je na albu Tango desolato (2008) skupiny Lili Marlene, kde ji nazpívala Dáša Součková.
Píseň Lili o písni Lili Marleen složil Jiří Suchý s Jiřím Šlitrem pro kabaret Jonáš a tingl-tangl (1962).

## D-Day Dodgers
Když spojenečtí vojáci bojující v Itálii získali po invazi do Normandie pocit, že jsou jejich zásluhy neprávem opomíjeny, složili na melodii Lili Marleen sarkastickou píseň D-Day Dodgers, v níž jakoby naznačují, jak snadný je jejich pobyt na Apeninském poloostrově.